# Сан Бононио (Бјела)
Сан Бононио је насеље у Италији у округу Бијела, региону Пијемонт.
Према процени из 2011. у насељу је живело 86 становника. Насеље се налази на надморској висини од 504 м.